# Catherine Day (fonctionnaire européenne)
Pour les articles homonymes, voir Catherine Day.
Catherine Day, née le 16 juin 1954 à Dublin (Irlande), est une femme politique irlandaise, haut fonctionnaire au sein de l'Union européenne. Elle a notamment été secrétaire générale de la Commission européenne de 2005 à 2015. 

## Carrière
Catherine Day est née à Dublin en 1954. Elle étudie à l'University College Dublin, dont elle sort diplômée en économie (licence) ainsi qu'en commerce international et intégration économique (master).
Elle se met à travailler dans le secteur bancaire, rejoignant l'Investment Bank of Ireland en 1974. 
C'est à partir de 1979 qu'elle rejoint la Commission européenne, travaillant dans les cabinets de plusieurs commissaires européens, dont Richard Burke (en 1984), Peter Sutherland ou encore Leon Brittan. Elle est par la suite placée à la tête de la Direction générale des relations extérieures de l'UE, au sein de laquelle elle s'implique dans l'élargissement de l'Union. 
Elle est nommée secrétaire générale de la Commission européenne par José Manuel Durão Barroso en novembre 2005. C'est la seconde Irlandaise à obtenir ce poste. Elle y reste pendant 10 ans, servant sous deux présidents différents (Barroso et Juncker), avant de se retirer de ses fonctions le 1er septembre 2015,.

## Décoration
- 2016 : grand officier de l'ordre de Léopold, par décret royal du roi Philippe[3].